# Paramita
Paramita (skt. pāramitā पारमिता; chiń. boluomi(duo) 婆羅蜜(多); kor. paramil(t'a) 바라밀(타); jap. harami(ta); wiet. ba-la-mật(-đa)) czyli „przekroczenie", „wyjście poza", „osiągnięcie drugiego brzegu": w buddyzmie praktyka bądź cnota pozwalająca na osiągnięcie oświecenia i przejście do nirwany.

## Sześć paramit
Sześć paramit (skr.; tyb. Pha Rol Tu Phjin Pa), tłumaczone na język polski również jako sześć cnot lub wyzwalających czynności to:
1. Paramita dawania, szczodrości (Dana-paramita)
2. Paramita przykazań, dyscypliny, właściwego postępowania (Śila-paramita)
3. Paramita cierpliwości (Kszanti-paramita)
4. Paramita zapału, odwagi, entuzjazmu, zdecydowania (Wirja-paramita)
5. Paramita medytacji, koncentracji (Dhjana-paramita)
6. Paramita mądrości (Pradźńa-paramita)

Sześć paramit łączy się z trzema podstawowymi praktykami:
1. moralna dyscyplina, poprzez paramitę dawania, paramitę przykazań i paramitę zapału,
2. duchowa równowaga, poprzez paramitę medytacji,
3. doskonałe zrozumienie, poprzez paramitę mądrości.

### Dana
Dana (w skr. i pali) – dar, jałmużna, ofiara.
Trzy rodzaje szczodrości (darowania):

#### Materialna
Może być to ofiarowywanie pożywienia czy pieniędzy ludziom, zwierzętom, głodnym duchom czy innym istotom. Bardzo ważna jest przy tym czystość intencji dającego, czyli niemyślenie o swoich korzyściach, lecz pragnienie wsparcia wszystkich istot. Mówi się wręcz o tym, że jeśli trafi się nam posiadanie jakichś rzeczy, zatrzymywanie ich dla siebie jest objawem choroby. W tym życiu nie na wiele się przydadzą, a w przyszłym – wcale. Jeśli mamy co jeść i w co się ubrać – powinniśmy się tym również podzielić. Bezgraniczne rozdawanie oznacza również oddanie swojego życia, jeśli zajdzie taka potrzeba.

#### Duchowa
Dawanie na poziomie duchowym oznacza przekazywanie, nauczanie Dharmy. Co jest jednak istotne, takie dawanie może i powinno być wykonywane jedynie przez osoby urzeczywistnione, posiadające już wgląd w iluzoryczną – pustą naturę swojego „ja”.

#### Zapewnianie bezpieczeństwa, dawanie ukojenia
Dawanie na tym poziomie oznacza wszystkie działania, które wyzwalają istoty od lęku i śmierci. Przykładowo może być to chronienie tych, którzy się boją, są zagubieni, odkupywanie zwierząt skazanych na rzeź, uwalnianie ryb, tonących owadów, robaków itp.

### Śila
Śila (skr.) – zobowiązania, przykazania, dyscyplina
Praktykowanie dyscypliny oznacza:
1. Nieczynienie zła. Przede wszystkim oznacza to porzucenie dziesięciu negatywnych działań i zaniechanie czynienia zła ciałem, mową i umysłem.
2. Czynienie dobra i przynoszenie pożytku innym, czyli praktykowanie dobrych działań przy nawet najdrobniejszej okazji.

Szczegółowo są one opisane w artykule dziesięć wskazań.

### Kszanti
Kszanti (skr.; pali: khanti) – cierpliwość
Trzy aspekty cierpliwości:

#### Cierpliwość w znoszeniu nienawiści, krzywd i niewdzięczności innych istot
Ta forma cierpliwości polega na służeniu innym z oddaniem i miłością, bez niechęci i złości, nawet jeśli w zamian spotyka nas tylko niewdzięczność.
Śantidewa na początku szóstego rozdziału swojego dzieła "Bodhisattwa czaria awatara" poświęconego właśnie paramicie cierpliwości pisze:
Jakiekolwiek zasługi zgromadzilibyśmy przez tysiące kalp /.../ nagły wybuch gniewu może to wszystko zniweczyć. Nie ma zła gorszego niż nienawiść i nie ma ofiary większej niż cierpliwość. Dlatego pilnie ćwicz się w cierpliwości, korzystając z wszelakich sposobów. 
Należy szanować tych, którzy nam szkodzą, ponieważ gdyby ich nie było, to nie mielibyśmy nawet możliwości ćwiczyć się w cierpliwości.

#### Cierpliwość w znoszeniu przeciwności na ścieżce Dharmy
Dla Dharmy powinno się cierpliwie znosić gorąco, zimno oraz inne niewygody. Nie należy zajmować się organizowaniem sobie komfortu codziennego życia, lecz raczej skupić się na samej praktyce.

#### Cierpliwość w zgłębianiu trudnych zagadnień nauk buddyjskich
Należy mieć zaufanie do głębokich nauk i starać się uchwycić ich znaczenie.

### Wirja
Wirja (skr.; pali: wirija); siła woli, energia
Wirja jest identyczna z szóstym etapem Szlachetnej ośmiorakiej ścieżki

#### Odwaga mocna jak zbroja
To entuzjazm do praktyki, oddanie całego siebie dharmie.

#### Odwaga wprowadzona w czyn
Oznacza rozpoczęcie praktyki natychmiast, bez ociągania się i kontynuowanie jej cały czas.

#### Odwaga, która nie zna zaspokojenia
To ciągłe poczucie niedosytu, które motywuje do dalszego wysiłku.

### Dhjana
Dhjana (skr.; pali: dźhana; chiń. channa lub chan; jap. zenna lub zen) – medytacja
Kolejne stopnie medytacji to:
1. Wyzbycie się pożądań i przywiązania do spraw światowych; niechęć do samsary, determinacja aby się wyzwolić oraz współczucie. To jest wstęp do dalszej praktyki.
2. Wewnętrzny spokój, skupienie na obiekcie medytacji. Stan ten cechuje też przywiązanie do doświadczeń płynących z głębokiej koncentracji – do błogości, radości i przejrzystości umysłu.
3. Kiedy ustaje wspomniane wyżej pożądanie, pozostaje jeszcze subtelne przywiązanie do pustki. Koncentracja zwana jest wówczas "jasno rozróżniającą".
4. Doskonałość medytacji osiągamy, tylko gdy żyjemy w rzeczywistości takiej, jaka jest, bez tworzenia czegokolwiek.

### Pradźńa
Pradźńa (skr.; pali: pańńa; jap. hannya) – mądrość
Pradźńa w najgłębszym sensie oznacza mądrość intuicyjną, nieintelektualną, pochodzącą z doświadczenia wglądu w naturę umysłu. Uzyskuje się ją poprzez studiowanie Dharmy, rozważanie jej i praktykę medytacji. Polega ona na zrozumieniu, że wszystkie przedmioty postrzegane przez nasze zmysły są pustymi formami, to znaczy są pozbawione niezależnego substancjalnego istnienia, przejawiając się w sposób uwarunkowany i zależny od psychofizycznych cech obserwatora.
Na głębszym poziomie zrozumienia dostrzega się, iż w każdej z sześciu paramit zawierają się wszystkie pozostałe.

### Dziesięć paramit
W buddyzmie tybetańskim wyróżnianych jest 10 paramit:
1. szczodrość
2. dyscyplina moralna
3. cierpliwość
4. determinacja
5. kontemplacja
6. moc
7. współczucie
8. modlitwa
9. metoda
10. mądrość

Do sześciu podanych wyżej dodano cztery kolejne, wyróżnione pogrubieniem.